# Marcelo Gallardo
Marcelo Gallardo (18 de gener de 1976) és un exfutbolista argentí.

## Selecció de l'Argentina
Va formar part de l'equip argentí a la Copa del Món de 1998.